# System 1.0
System Software 1 (albo System 1) – pierwsza wersja systemu operacyjnego na komputer Macintosh Mac OS. System 1 został wydany w 1984 r. Jego następcą został System 2.0.